# روگ‌لایک

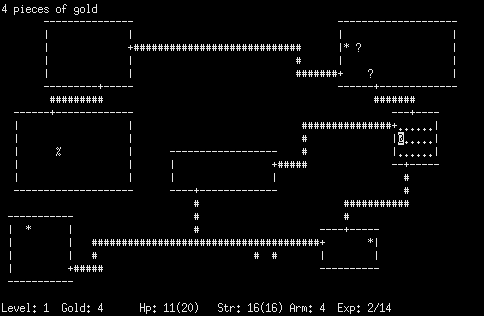
یک نگاره از سیاهچالی که به‌طور رویه‌ای در بازی Rogue ایجاد شده است که نام ژانر «روگ‌لایک» بر اساس اسم این بازی نام گذاری شده است.

روگ‌لایک یا روگ لایک (به انگلیسی: Roguelike یا rogue-like) یکی از زیرگونه‌های ژانر نقش آفرینی در بازی‌های ویدوئی است که اغلب بر اساس گیم‌پلی نوبتی، پیچیدگی مکانیزم بازی، حرکت‌های گرید-بیسد و مرگ دائمی شخصیت در بازی، شناخته می‌شود.

## گیم‌پلی
با گذشت زمان و مشهور شدن سبک روگ‌لایک بازی‌های زیادی به اسم سبک روگ‌لایک ساخته شدند که تفاوت زیادی در گیم‌پلی نسبت به روگ‌لایک‌های کلاسیک مانند "Rogue" یا "NetHack" داشتند. به همین دلیل چندین سال روگ‌لایک پلیرها و توسه‌دهندگان در تعریف سبک روگ‌لایک با هم اختلاف داشتند.
در سال ۲۰۰۸ کنفرانس بین‌المللی توسعه روگ لایک برگراز شد. در این کنفراس طی گفت و گوها و بحث‌هایی که ایجاد شد، چندین مولفه با اولویت‌های متفاوت برای شناخت اینکه روگ‌لایک‌ها چگونه هستند معرفی شدند.
این مولفه‌ها عبارتند از:

##### مولفه‌های اصلی
- مکان‌ها و مراحل هر بازی به‌طور رویه‌ای ساخته می‌شوند تا بازی بتواند قابلیت دوباره بازی کردن‌اش را با هر بار شروع تازه حفظ کند.[۲][۳]
- عواقب یا اتفاقاتی که در طول مسیر بازی رخ می‌دهد دائمی هستند. به عنوان مثال مرگ کارکتر در بازی غیرقابل بازگشت است و سیو بازی بعد مرگ پاک خواهد شد.[۲][۳]
- بازی نوبتی یا به اصطلاح "Turn-Based" می‌باشد.[۲][۳]
- حرکت کردن کاراکترها در بازی به صورت "Grid-Based" است؛ یعنی همه در بازی مانند مهره‌های شطرنج بر روی کاشی‌ها حرکت می‌کنند.[۲][۳]
- بازی پیچیدگی‌هایی در یادگیری دارد تا بازیکن بتواند با چندین راه و شیوه مختلف برای رسیدن به هدفش داشته باشد. به عنوان مثال برای رد شدن از یک اتاق به اتاق دیگر بازیکن حتمی لازم نیست با استفاده از یک کلید به اتاق دیگر برود؛ او می‌تواند برای وارد شدن به اتاق بعدی در را به کلی نابود کند.[۲][۳]
- بازی باید بازیکن را وادار کند تا منابع و ایتم‌هایی که دارد را مدیریت کند؛ زیرا اغلب ایتم‌های مهم به سختی به دست می‌آیند.[۲][۳]
- بازی دارای المان‌های هک اند اسلش است.[۲][۳]
- ماجراجویی و اکتشاف در بازی یکی از عناصر اصلی گیم پلی می‌باشد زیرا در هر آغار، مراحل در بازی کاملاً رویه‌ای هستند و همه چیز در دنیا متفاوت با سیو قبلی می‌باشد به همین دلیل بازیکن باید این کار را با احتیاط انجام دهد.[۲][۳]

##### مولفه‌های فرعی
- بازی فقط امکان کنترل کردن یک شخصیت را به بازیکن می‌دهد؛ به همین دلیل با مرگ بازیکن اصلی بازی تمام می‌شود.[۲][۳]
- دشمنان یا هیولاهایی که بازیکن با آنها مواجه می‌شود مانند خود شخصیت هستند؛ یعنی آنها مانند شخصیت دارای تجهیزات هستند و قادر اند که از آیتم و اسپل‌های خود استفاده کنند.[۲][۳]
- قبل از هر چیزی، بازیکن باید تاکتیک‌هایی را در بازی مد نظر داشته باشد تا بتواند پیشرفتی داشته باشد.[۲][۳]
- همه کاشی‌ها در بازی مانند روگ‌لایک‌های سنتی و کلاسیک به صورت حروف اسکی می‌باشد[۲][۳]
- مراحل در سیاهچال‌ها می‌باشند.[۲][۳]